# Heterochondria crassicornis
Heterochondria crassicornis – gatunek widłonoga z rodziny Chondracanthidae. Nazwa naukowa tego gatunku skorupiaków została opublikowana w 1837 roku przez duńskiego badacza fauny morskiej Henrika Nikolaia Krøyera. Gatunek został ujęty w Catalogue of Life.